# Gianni Scerni
Enrico Scerni, noto come Gianni (Rapallo, 7 aprile 1943), è un armatore, dirigente sportivo e imprenditore italiano.

## Biografia
Presidente dell'azienda di famiglia, il "Gruppo Scerni", società nata nel 1840 per la distribuzione delle merci dal porto di Genova in tutta Italia, diviene azionista del club calcistico genovese Genoa e nel 1997 lo acquista, mettendo però alla presidenza del sodalizio l'ex calciatore Massimo Mauro. Per sua volontà nel luglio 1998 il club riassume la storica denominazione Genoa Cricket and Football Club. Dal luglio 1999 assume direttamente la carica di presidente della società.
Contestato dalla tifoseria rossoblu, l'11 marzo 2000 vendette il 60% del capitale sociale del Genoa all'imprenditore veneto Luigi Dalla Costa che il 6 luglio 2001 acquistò tutto il suo capitale sociale.
Già presidente del RINA si è dimesso il 18 gennaio 2012 in seguito a una polemica con Costa Crociere dopo il naufragio della Costa Concordia.
È stato sposato con la romana Savina Savini, proprietaria e presidente del teatro Politeama Genovese di Genova dal 1994 fino alla morte, avvenuta nel 2019 all'età di 66 anni, dal matrimonio la coppia ha avuto quattro figli.